# Val do Dubra
Val do Dubra è un comune spagnolo di 4 234 abitanti situato nella comunità autonoma della Galizia. Il suo territorio è attraversato dal fiume Tambre.
Val do Dubra è la dicitura gallega, assunta ufficialmente dal 1985. Fino ad allora il comune si è chiamato Valle del Dubra, secondo la dicitura spagnola.